# ボードロア・マリン油田
ボードロア・マリン油田（ボードロア・マリンゆでん、Baudroie Marine Oilfield）とは、ガボン西部の大西洋上（ギニア湾）に存在する海底油田、天然ガス田のこと。ガボンの経済を支える同国三大油田の一つ。

## 概要
- 1970年代、フランスのエルフ社（現在のトタル社）によりボードロア鉱区、メローサーディン鉱区が発見されたことがきっかけとなり開発が進んだ。後に、周辺海域に有望鉱区が発見され拡大しつつある。
- ボードロア鉱区、メローサーディン鉱区については、日本の三菱商事の子会社であるMPDCガボン社が権益の半分をトータル社と折半して所有している。MPDCガボン社は2006年に、ングマ鉱区、モアビ鉱区のオペレーターとなっている。

## 歴史
- 1974年 ボードロア鉱区、メローサーディン鉱区の発見
- 1980年 原油生産開始
- 2004年 日産15,000バレルの石油生産を記録